# Radiicephalus elongatus
Radiicephalus elongatus ist ein Knochenfisch aus der Ordnung der Glanzfischartigen (Lampriformes). Er lebt mesopelagisch im östlichen Atlantik von den Azoren und Marokko bis nach Südafrika.

## Merkmale
Die Fische haben einen langgestreckten, seitlich stark zusammengepressten Körper. Die Körperhöhe nimmt vom Kopf bis zum lang ausgezogenen Schwanzstiel immer mehr ab. Die Kiefer sind zahnlos, der Oberkiefer ist sehr weit vorstreckbar. Die Rückenflosse beginnt über den Augen und ist sehr lang. Die ersten der insgesamt 150 bis 160 Flossenstrahlen sind verlängert. Die winzige Afterflosse sitzt kurz vor dem Schwanzstiel und hat sechs bis sieben Flossenstrahlen, die Brustflossen neun bis zehn. Die Schwanzflosse ist zweigeteilt und besteht aus einer winzigen von vier bis fünf Flossenstrahlen gestützten Flosse auf dem Schwanzstiel, sowie einem von sechs bis sieben Weichstrahlen gebildeten Filament, das Körperlänge erreichen kann, bei gefangenen Exemplaren aber meist beschädigt und abgebrochen ist. Ausgewachsene Fische haben keine Bauchflossen, die winzige der Jungfische hat neun Weichstrahlen. Schuppen sind mit Ausnahme einer Reihe mit Poren versehener entlang des Seitenlinienorgans nicht vorhanden.
Radiicephalus elongatus wird 60 bis 75 Zentimeter lang. Der Körper der Fische ist silbrig, die Basis der Rückenflosse schwarz, Rücken-, Brust- und Schwanzflosse sind rot.

## Lebensweise
Da Radiicephalus elongatus nur von wenigen mit Netzen gefangenen Exemplaren bekannt ist, ist seine Lebensweise weitgehend unbekannt. Die Fische leben meso- oder bathypelagisch. Sie ernähren sich von Laternenfischen (Myctophidae) und möglicherweise von Krill. Die Larven der eierlegenden Fische sind planktonisch. Bei Gefahr stößt Radiicephalus elongatus, ähnlich wie viele Kopffüßer, eine dunkelbraune, tintenartige Flüssigkeit aus.